# Halma (Minnesota)
Pour les articles homonymes, voir Halma.
Halma est une ville du comté de Kittson, dans le Minnesota, aux États-Unis. 
Au recensement de 2010, la population était de 61 personnes.

## Histoire
Un bureau de poste appelé Halma a commencé ses activités en 1904 et a été fermé en 2009. Selon le Federal Writers 'Project, le nom dérive peut-être du nom de famille Holm.

## Géographie
Selon le United States Census Bureau, la ville a une superficie totale de 0,91 milles carrés (2,36 km2), dont 0,90 milles carrés (2,33 km2) sont des terres et 0,01 milles carrés (0,03 km2) de l'eau.
Halma est situé le long de la route américaine 59, près des routes 7 et 20 du comté de Kittson.

## Démographie

### Recensement de 2010
Au recensement  de 2010, 61 personnes, 26 ménages et 17 familles vivaient dans la ville dont 95,1 % de blancs et 4,9% de deux races ou plus.
Il y avait 26 ménages, dont 42,3 % avaient des enfants de moins de 18 ans vivant avec eux, 42,3 % étaient des couples mariés vivant ensemble, 7,7 % avaient une femme au foyer sans mari, 15,4% avaient un homme au foyer sans femme présente, et 34,6 % n'étaient pas des familles. 34,6 % de tous les ménages étaient composés de particuliers et 7,6 % avaient une personne vivant seule âgée de 65 ans ou plus. La taille moyenne des ménages était de 2,35 et la taille moyenne des familles était de 2,88.
L'âge médian de la ville en 2010 est de 35,8 ans. 29,5 % des résidents ayant moins de 18 ans ; 6,6 % entre 18 et 24 ans; 27,9 % entre 25 et 44 ans ; 29,6 % entre 45 et 64 ans ; et 6,6 % 65 ans ou plus. 
La composition de genre de la ville était de 50,8 % d'hommes et 49,2 % de femmes.

### Recensement de 2000
Au recensement  de 2000, 78 personnes, 32 ménages et 23 familles vivaient dans la ville. La densité de population était de 83,9 habitants par mile carré (32,4 / km 2). Il y avait 38 unités de logement à une densité moyenne de 40,9 par mile carré (15,8 / km 2 ). La composition raciale de la ville était 100,00 % blanche . Les Hispaniques ou Latino de toute race représentaient 1,28 % de la population.
Il y avait 32 ménages, dont 31,3 % avaient des enfants de moins de 18 ans vivant avec eux, 62,5 % étaient des couples mariés vivant ensemble, 3,1% avaient une femme au foyer sans mari et 28,1% n'étaient pas des familles. 25,0 % de tous les ménages étaient composés de particuliers, et aucun n'avait de personne vivant seule âgée de 65 ans ou plus. La taille moyenne des ménages était de 2,44 et la taille moyenne des familles était de 2,78.
En ville, la population était dispersée, avec 28,2 % de moins de 18 ans, 6,4 % de 18 à 24 ans, 29,5 % de 25 à 44 ans, 24,4 % de 45 à 64 ans et 11,5 % de 65 ans ou plus âgée. L'âge médian était de 33 ans. Pour 100 femmes, il y avait 122,9 hommes. Pour 100 femmes âgées de 18 ans et plus, il y avait 133,3 hommes.
Le revenu médian d'un ménage de la ville était de 27 917 $ et le revenu médian d'une famille de 28 750 $. Les hommes avaient un revenu médian de 25 000 $ contre 21 000 $ pour les femmes. Le revenu par habitant de la ville était de 13 541 $.  Même si 5,7 % de la population vivait en dessous du seuil de pauvreté, aucune familles ne vivait en dessous de ce seuil y compris aucun enfant de moins de dix-huit ans et aucun de plus de 64 ans.